# Überlagerungsempfänger
Ein Überlagerungsempfänger (auch Superheterodynempfänger, kurz Superhet oder Super) ist eine elektronische Schaltung zum Empfang und zur Verarbeitung von hochfrequenten elektromagnetischen Funksignalen. Kennzeichnend ist die Umsetzung der – je nach gewünschter Empfangsfrequenz – variablen Eingangsfrequenz auf eine meist erheblich niedrigere und vor allem konstante Zwischenfrequenz (ZF). Vorteilhaft dabei sind: Die konstante ZF ermöglicht einen fest abgestimmten ZF-Verstärker, durch das Herabsetzen der Frequenz verringern sich die Anforderungen an den ZF-Filter (größere relative Bandbreite) sowie die generell niedrigeren zu verarbeitenden Frequenzen. Weiterhin wird die Rückkoppelgefahr verringert, da es nicht mehr zu einer Über-Alles-Rückkopplung kommen kann. Überlagerungsempfänger können mehrstufig aufgebaut werden, können also mehrere Zwischenfrequenzen haben (Details siehe im entsprechenden Abschnitt). Eingesetzt wird er in vielen Geräten der Funkübertragung, der Telekommunikation und der HF-Messtechnik, vom einfachen Radio und Fernsehen bis hin zum GPS.
Der Ausdruck Überlagerung ist hierbei nicht in dem Sinne des Superpositionsprinzip der Physik, also einer additiven Überlagerung, zu verstehen; vielmehr lässt sich das Prinzip mathematisch auf eine Multiplikation des empfangenen Eingangssignals mit einem Signal konstanter Frequenz (aus einem im Empfänger eingebauten – lokalen – Oszillator) zurückführen. Die dabei auftretenden Differenz- und Summenfrequenzen lassen sich mit den trigonometrischen Additionstheoremen veranschaulichen.
In den letzten Jahren werden in der Empfängertechnik nicht nur Hilfsfunktionen wie Bedienung oder LO-Frequenzerzeugung digitalisiert, sondern zunehmend größere Teile der Signalverarbeitung. Diese Entwicklung führte zum Bereich des Software Defined Radio (SDR).

## Grundlagen
Die ersten Funkempfänger waren Langwellen-Geradeausempfänger, die das Signal (oft nach Verstärkung) demodulierten. Die zunehmende Anzahl von Sendern erzwang eine Verringerung der Bandbreite, damit nicht mehrere Sender gleichzeitig empfangen werden konnten. Der Filteraufwand steigt mit zunehmender Frequenz so drastisch, dass ein geändertes Konzept erfunden werden musste: Im Überlagerungsempfänger wird die Frequenz des HF-Signals mindestens einmal reduziert, bevor sie demoduliert wird. Dazu wird es mit dem Signal eines sich im Empfänger befindenden sogenannten Lokaloszillators (LO-Signal) gemischt, um eine feste, meist tiefere Zwischenfrequenz (ZF) mit dem gleichen Modulationsinhalt wie das HF-Signal zu erhalten. Die Frequenz des Lokaloszillators bestimmt zusammen mit der Zwischenfrequenz zwei Empfangsfrequenzen, von denen eine das Eingangsfilter passieren kann.
Nur durch die meist erhebliche Verringerung der Frequenz kann die notwendige hohe Verstärkung und Filterung des Signals erreicht werden – der Empfänger wird empfindlicher und trennschärfer. Die Signalfilterung erfolgt auf einer konstanten und niedrigeren ZF (Zwischenfrequenz), weshalb – im Gegensatz zu dem beim Geradeausempfänger benötigten abstimmbaren HF-Filter – auf Festfrequenzfilter zurückgegriffen werden kann. Das ergibt einen vereinfachten Aufbau, deutlich höhere Trennschärfe (Selektion) und damit eine wesentlich verbesserte Empfangsqualität. Empfänger für sehr hohe Frequenzen wie beispielsweise Radar oder Radioastronomie können nur auf diese Weise gute Empfindlichkeit erzielen.
Dieses Empfangsprinzip ist nur bis etwa 1010 Hz sinnvoll anwendbar, weil bei noch höheren Frequenzen das starke Phasenrauschen des Mischeroszillators die Empfindlichkeit zu sehr verringert.
Kein Überlagerungsempfänger mit den beschriebenen Merkmalen ist das Homodynverfahren, bei dem LO- und HF-Signal annähernd die gleiche Frequenz haben. Dabei wird das amplitudenmodulierte Empfangssignal direkt (ohne ZF) auf den NF-Bereich umgesetzt, es handelt sich um Direktempfänger oder Direktmischer. Deren Hauptproblem, das starke 1/f-Rauschen, erlaubt keine hohe Empfindlichkeit, weshalb es nur noch zur Mischung optischer Frequenzen verwendet wird, wo das starke Phasenrauschen der Oszillatoren Überlagerungsempfänger nach dem ZF-Prinzip unmöglich macht.

## Geschichte

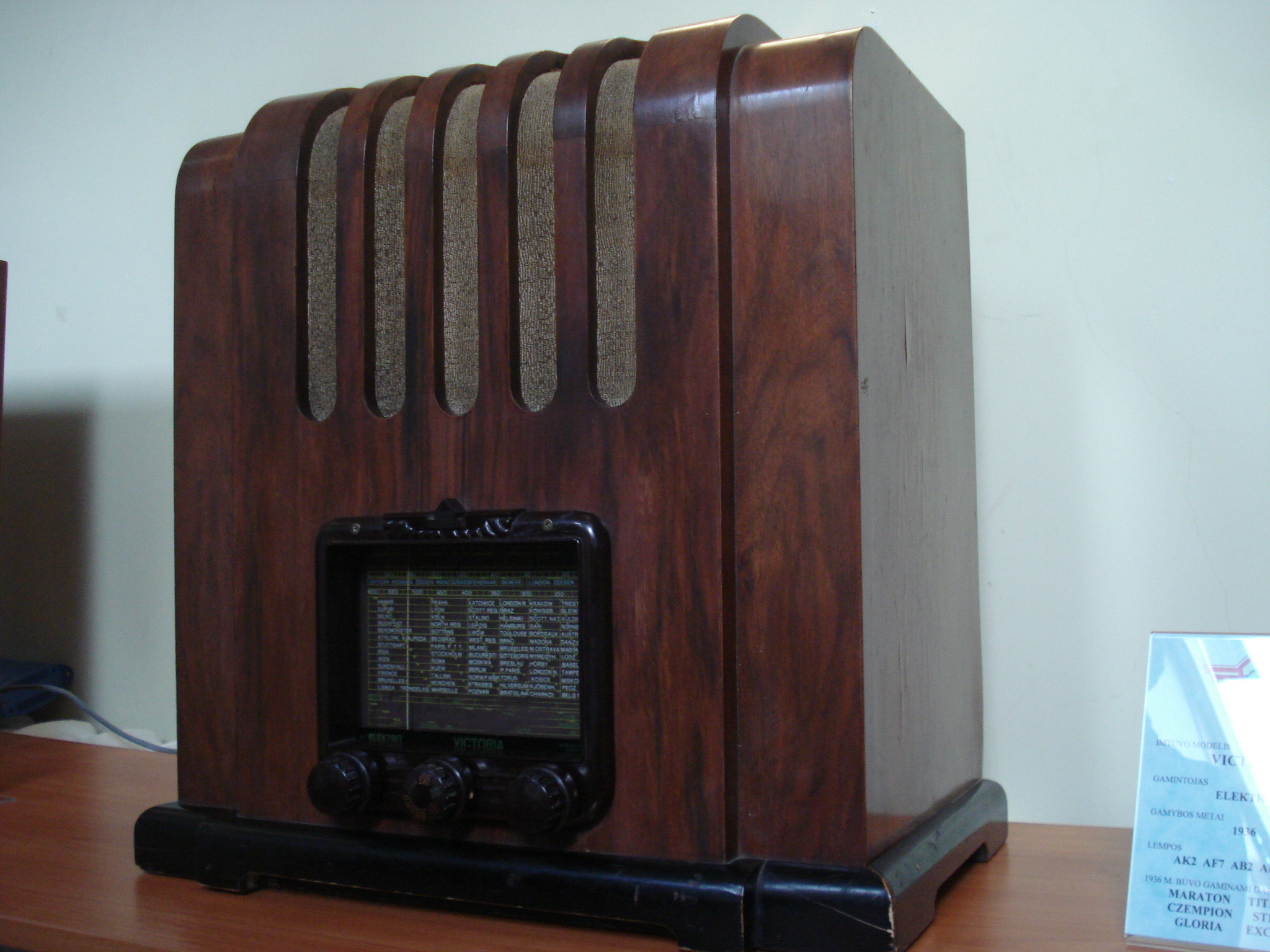
Historischer Röhren-Superhet aus dem Jahr 1936 von der Firma Elektrit

Der Name Heterodyn beziehungsweise Superheterodyn ist eine Wortneubildung, zusammengesetzt aus dem lateinischen Wort super = „über“ sowie den griechischen Wörtern hetero = „verschieden“ und dynamis = „Kraft“, und beschreibt die Mischung zweier Signale unterschiedlicher Frequenz. Im Gegensatz dazu wird für den Namen des Homodyn-Empfängers das griechische Wort homόs = „gleich“ verwendet. Der Ausdruck Lokaloszillator bedeutet, dass sich dieser Oszillator am Ort (lat. locus = Ort), also im Überlagerungsempfänger selbst befindet. Superhet oder einfach nur Super sind bei Funkamateuren gebräuchliche Kurzformen für Überlagerungsempfänger nach dem Heterodynprinzip.
Wer der Erfinder des Überlagerungsempfängers ist, ist nicht eindeutig bestimmbar. Dass die Erfindung in die Zeit des Ersten Weltkriegs fällt und alle beteiligten Kriegsparteien an der Verbesserung der Radiotechnik arbeiteten, mag daran einen Anteil haben. Die englischsprachige Wikipedia nennt Edwin Armstrong als Erfinder des Superheterodynempfängers (engl. Super heterodyne receiver), für den er 1918 ein Patent erhalten hat.
Andere Quellen geben an, dass Armstrong im Jahr 1918 die Idee dazu hatte, als er in Frankreich stationiert war. Das US-Patent Nr. 1.342.885 von Edwin Armstrong beschreibt das Überlagerungsprinzip. Armstrong hat dieses Patent Anfang 1919 in den USA angemeldet und Mitte 1920 erhalten.
Fast gleichzeitig sollen aber auch Lucien Lévy (1917) in Frankreich sowie Walter Schottky (1918) in Deutschland dieses Funktionsprinzip entwickelt haben. Lucien Lévy erhielt 1919 und 1920 in Frankreich ein Patent (Nr. 493.660 und Nr. 506.297) für seinen Schaltungsentwurf, der mit einer Zwischenfrequenz (ZF) arbeitete.
Einer der ersten kommerziell gebauten Superhets war der Radiola AR-812 von RCA, der von 1924 bis etwa 1927 über 140.000 Mal verkauft wurde. Die deutsche Firma DeTeWe entwickelte in den Jahren 1924/1925 den „Ultradyn“. In Frankreich sollen im Jahr 1923 drei Heimempfänger von Lucien Lévys Firma „Radio L.L“ produziert worden sein.
In den folgenden Jahrzehnten setzte sich das Schaltungsprinzip wegen seiner vielen Vorteile immer mehr durch.
Es wurden viele Varianten von Überlagerungsempfängern entwickelt und gebaut, manche mit Doppel- und Mehrfachüberlagerung (bis zu vierfach) und Mischung mit konstanter statt variabler Mischfrequenz, sogenannte Konverter, wie z. B. der LNB in der Satellitentechnik.
Die Überlagerung ist ein universelles Verfahren und wird auch in Sendern eingesetzt. Praktisch alle heute auf dem Markt verfügbaren drahtlosen Sende- und Empfangsgeräte arbeiten nach dem Überlagerungsprinzip (Radio, Funksprechgerät, Mobiltelefon, Basisstation, Relais, Fernsehen, Satelliten).

## Funktionsprinzip

Blockschaltbild eines Überlagerungsempfängers

Zunächst begrenzt ein Filter die Bandbreite des Antennensignals auf einen engen Bereich um die gewünschte Empfangsfrequenz. Das reduziert die Spannungspegel aller Signale, die von Sendern anderer Frequenzbereiche erzeugt werden, wodurch weniger unerwünschte Mischprodukte entstehen und der Eingangsverstärker bzw. Mischer geringere Spannung verarbeiten muss. Insbesondere muss hier die Spiegelfrequenz unterdrückt werden. Hochfrequenzverstärker sind oberhalb des Kurzwellenbereichs nötig, damit schwache Signale über das Rauschen des Mischers angehoben werden, außerdem verhindern sie, dass die LO-Frequenz über die Antenne abgestrahlt wird. Mittelwellenempfänger haben so gut wie nie Hochfrequenz-Vorverstärker.
Das bandbegrenzte und ggf. verstärkte Antennensignal gelangt zur Mischstufe und wird dort mit dem Signal des Abstimmoszillators fLO gemischt, wobei eine Reihe neuer Frequenzen erzeugt wird. Die LO-Frequenz wird um einen festen Betrag oberhalb oder unterhalb der gewünschten Empfangsfrequenz gewählt. Das Signalgemisch hinter dem Mischer enthält unter anderem die Summe und die Differenz der Eingangs- und LO-Frequenzen, wobei die Modulation des Eingangssignals erhalten bleibt. Ein Bandpass konstanter Frequenz lässt eines der Mischprodukte passieren; nur dieses wird im folgenden Zwischenfrequenzverstärker verstärkt und dann demoduliert. Dabei wird aus dem ZF-Signal wieder das Nutzsignal (also Sprache oder Musik beim Radioempfang) gewonnen.

## Schaltungsstufen im Detail
Verwendete Abkürzungen:
{\displaystyle f_{\mathrm {e} }} = Durchlassfrequenzbereich der Vorselektion
{\displaystyle f_{\mathrm {E} }} = Gewünschte Empfangsfrequenz
{\displaystyle f_{\mathrm {ZF} }} = Zwischenfrequenz
{\displaystyle f_{\mathrm {Osz} }} = Abstimmfrequenz
{\displaystyle f_{\mathrm {Dif} }} = Differenzfrequenz(en)
{\displaystyle f_{\mathrm {Sum} }} = Summenfrequenz(en)

### HF-Verstärker/Vorselektion
Der Hochfrequenz-Verstärker hat mehrere Funktionen:
- Er passt die Impedanz der Antenne an die nachfolgende Schaltung an (es soll ein Maximum der von der Antenne aufgenommenen Leistung an die nachfolgende Stufe weitergegeben werden).
- Er verstärkt die schwachen Antennensignale, damit diese über dem Eigenrauschen des Mischers liegen. Dadurch wird die Eingangsempfindlichkeit des Empfängers gesteigert.
- Er verhindert, dass die LO-Frequenz vom Mischer an die Antenne gelangt und dort abgestrahlt wird (Störsender).
- In dieser Stufe wird eine Vorselektion vorgenommen, damit nur Frequenzen aus dem Empfangsbereich (Durchlassbereich {\displaystyle f_{e}}) den Verstärker passieren können.

Die Vorselektion kann entweder mit der Eingangsfrequenz mitlaufen (typisch für die Röhrentechnik) oder in Form von meist umschaltbaren Bandpässen verwirklicht werden. Die Vorselektion hat mehrere Aufgaben:
- Unterdrückung des Empfangs auf der Spiegelfrequenz.
- Verringerung der maximalen HF-Spannung der folgenden aktiven Bauelemente, weil Spannungsanteile aller Sender unterdrückt werden, deren Frequenz weit genug entfernt ist. Der lineare Arbeitsbereich von Transistoren usw. ist begrenzt und nichtlineares Verhalten würde zu Mischeffekten zwischen den Eingangssignalen führen. Solche Großsignalstörungen können Geistersender erzeugen und einen Störpegel verursachen, der das Nutzsignal überdecken kann.
- Unterdrückung möglicher Signale auf der Zwischenfrequenz, die bei den meist primitiven, unsymmetrischen Mischerschaltungen ungehindert von der Antenne zum ZF-Verstärker gelangen würden.

### Mischer

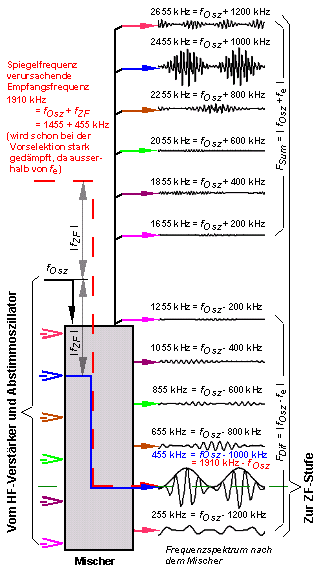
Signalverlauf eines superheterodynen Mischers

Im Überlagerungsempfänger wird die Eingangsfrequenz ({\displaystyle f_{\mathrm {e} }}) einschließlich ihrer Modulation durch einen Mischer auf eine andere Frequenz umgesetzt, indem {\displaystyle f_{\mathrm {e} }} mit der Frequenz des Abstimmoszillators {\displaystyle f_{\mathrm {Osz} }} gemischt wird. Mit einem idealen Mischer erhält man am Ausgang nur zwei neue Seitenbänder mit Signalen auf {\displaystyle f_{\mathrm {Dif} }=|f_{\mathrm {Osz} }-f_{\mathrm {e} }|} und {\displaystyle f_{\mathrm {Sum} }=|f_{\mathrm {Osz} }+f_{\mathrm {e} }|}, reale Mischer erzeugen aber ein ganzes Frequenzspektrum.
Beim Überlagerungsempfänger wird daraus fast immer die Differenzfrequenz gefiltert. Diese beträgt bei einfachen Empfängern im Lang-, Mittel- und Kurzwelle 455 kHz, was im Kurzwellenbereich kaum noch Spiegelfrequenzunterdrückung zulässt, weil die Spiegelfrequenz nur 910 kHz entfernt ist. Bei UKW ist die normale Zwischenfrequenz 10,7 MHz. In Fernsehgeräten, Mehrfachsuperhets und Handys wird als ZF aus technischen Gründen meist eine deutlich höhere Frequenz gewählt.
Die Oszillatorfrequenz wird von einer Oszillatorschaltung erzeugt. Nur in der Anfangszeit wurde sie vom Mischer selbst generiert, weil aktive Bauelemente noch sehr teuer waren. Hauptnachteil dieser „selbstschwingenden“ Mischstufen ist die modulationsabhängige Frequenzänderung.
Da speziell in der Anfangszeit der Empfangstechnik die Mischer eigentlich nur übersteuerte Verstärker waren, ist der ZF-Durchschlag ein großes Problem. Bei jedem unsymmetrischen Mischer gelangt ein Antennensignal auf der ZF ungehindert und meist noch verstärkt (Ausnahme: Diodenmischer) zum ZF-Verstärker und wird von diesem wie die erwünschte Differenzfrequenz weiter behandelt. Beide Signale, das heruntergemischte Empfangssignal und das „durchschlagende“ Signal des Senders auf der ZF, sind gleichzeitig hörbar, das störende Signal kann sogar überwiegen. Bei AM erzeugen die beiden Trägerfrequenzen im Demodulator zusätzlich ein sehr störendes Interferenzpfeifen. Bei FM ist wegen der FM-Schwelle nur der stärkere der beiden Sender hörbar.
Da diese höchst unerwünschte Begleiterscheinung auch durch extrem gute Vorselektion und den Einsatz symmetrischer Mischer nur teilweise beseitigt werden kann, wurde international vereinbart, in ausreichendem Abstand um die üblichen ZF-Frequenzen 455 kHz und 10,7 MHz keine Sender zu betreiben. Daran hat sich bisher nichts geändert.
Mit der (preiswerten) Verfügbarkeit von Mehrgitterröhren und später von Dual-Gate-Feldeffekttransistoren verbreitete sich die multiplikative Mischung. Hier werden die beiden Spannungen jeweils auf einen eigenen Eingang des Steuerelements, wie zum Beispiel die beiden Gates eines Dual-Gate-Feldeffekttransistors oder die Steuergitter einer Vakuumröhre, geführt. Das Ausgangssignal wird von beiden Eingangssignalen gesteuert, wodurch ein Mischeffekt der beiden Steuersignale erzeugt wird. Bei höheren Frequenzen (im höheren GHz-Bereich) verwendet man häufig – und heute (2006) noch – einen Dioden-Ring-Mischer.
Die multiplikative Mischung hat gegenüber der additiven Mischung geringfügige schaltungstechnische Vorteile, so sind die Rückwirkungen auf den HF-Verstärker geringer und es besteht die Möglichkeit einer zusätzlichen Regelung der Mischstufe, was aber selten genutzt wird. Daneben produziert sie weniger Intermodulationsfrequenzen und damit weniger „Phantomempfangsstellen“.

#### Vor- und Nachteile der additiven Mischung
Vorteile:
- Der Mischtransistor lässt sich als Oszillator mitbenutzen (selbstschwingende Mischstufe)

Nachteile:
- Ohne Brückenschaltung sind Oszillatorfrequenz und Eingangsfrequenz kaum zu entkoppeln
- Erzeugt viele unerwünschte Mischprodukte

#### Vor- und Nachteile der multiplikativen Mischung
Vorteile:
- Erzeugt weniger unerwünschte Mischprodukte
- Die Oszillator- und die Eingangsfrequenz sind entkoppelt
- Eine Regelung der Mischverstärkung ist möglich

Nachteile:
- Mit Transistortechnik ist keine selbstschwingende multiplikative Mischstufe möglich, während das in der Röhrentechnik zum Beispiel mit einer Oktode durchaus so realisiert wurde.

### Abstimmoszillator
Der Abstimmoszillator hat die Aufgabe, eine möglichst konstante Spannung mit der gewünschten Frequenz {\displaystyle f_{\mathrm {Osz} }} mit hoher Genauigkeit zu erzeugen. Diese Frequenz muss in einem weiten Bereich einstellbar sein, damit auf jeden gewünschten Sender innerhalb des Empfangsbereichs abgestimmt werden kann. Es gibt verschiedene Oszillatorschaltungen, die für diesen Zweck geeignet sind. Eingesetzt werden in der Regel LC-Schwingkreise, um ein sinusförmiges Oszillatorsignal zu erhalten, wenn es um die Abstimmung über einen nicht gerasterten Bereich geht. Ist allerdings das Raster klar vorgegeben (z. B. UKW mit 25 kHz) oder CB-Funk, dann sind LC-Oszillatoren eine schlechte Wahl und PLL-Oszillatoren treten an ihre Stelle – sie sind weitaus genauer und billiger, s. u.
Vom Abstimmoszillator hängt ganz wesentlich die Frequenzstabilität (das bedeutet, dass ein Sender über einen längeren Zeitraum empfangen werden kann, ohne die Abstimmung manuell nachregeln zu müssen) und die Eindeutigkeit der Skala (gleiche Skalenstellung des Frequenzzeigers soll gleiche Empfangsfrequenz liefern) ab.
Mit einem HF-Synthesizer und einer automatischen Frequenznachführung (AFC) kann eine Unabhängigkeit von Temperatur- und Alterungseinflüssen erreicht werden. (Siehe VFO, VCO, PLL und DDS).
Beim Einsatz eines analogen Abstimmoszillators kann jede beliebige Frequenz innerhalb des Empfangsbereichs am Empfänger eingestellt werden. Mit digital abgestimmten Oszillatoren kann die Eingangsfrequenz nur mit einer bestimmten Schrittweite eingestellt werden. Bei einfachen Kurzwellengeräten etwa liegen diese meist bei 100 Hz oder 1 kHz. Hochwertige DDS-gesteuerte Geräte bieten mittlerweile aber Abstimmschritte von 0,1 Hz, so dass man hierbei praktisch keinen Unterschied mehr zur analogen Abstimmung wahrnehmen kann.
Für Rundfunkbänder mit festgelegtem Kanalraster (UKW, TV) sind derart feine Schrittweiten nicht notwendig. Da sich jedoch nicht alle Sender an die Norm halten, werden gute UKW-Empfänger mit einer Schrittweite im halben Kanalraster hergestellt (den oben erwähnten 25 kHz).

### Zwischenfrequenz-Filter
Der ZF-Filter ist ein Bandpass für einen schmalen Frequenzbereich, der Signale außerhalb dieses Bereichs sperrt, aber die Frequenzen innerhalb möglichst ungehindert und unverändert durchlässt. Dadurch werden aus dem Frequenzgemisch am Ausgang des Mischers nur die gewünschten Frequenzen um {\displaystyle f_{\mathrm {ZF} }} an den ZF-Verstärker weitergeleitet. Das ZF-Filter hat damit den maßgeblichen Anteil an der Trennschärfe des Empfängers. Je nach übertragener Informationsbandbreite (z. B. Sprache oder Videosignal) und Modulationsart werden ZF-Filter mit unterschiedlichen Bandbreiten benötigt.

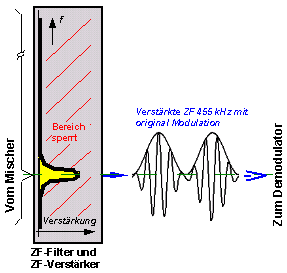
Signalverlauf bei einem ZF-Filter

In der Frühzeit der Funk- und Rundfunktechnik (siehe Geschichte des Hörfunks) wurden als ZF-Filter Bandfilter aus je zwei überkritisch gekoppelten Schwingkreisen verwendet. Diese wurden später durch mechanische Filter, Quarzfilter und Keramische Filter (Keramikresonator) ergänzt. Später entwickelte man Akustische-Oberflächenwellen-Filter (AOW-Filter), mit denen es gelang, auch komplizierte Durchlasskurven für hohe Frequenzen auf kleinstem Raum zu realisieren. Zunehmend werden jedoch digitale Filter (Digitaler Signalprozessor, DSP) auch bei hohen Frequenzen eingesetzt, sodass die AOW-Filter auch bei Mobiltelefonen an Bedeutung verlieren.
Übliche Werte für die ZF-Frequenz sind 10,7 MHz (Bandbreite etwa 50 kHz) für FM-Empfänger für den UKW-Rundfunk und 455 kHz (Bandbreite etwa 5…9 kHz) für AM-Empfänger auf Lang-, Mittel- und Kurzwelle. Analoge TV-Empfänger haben für das Bildsignal eine Zwischenfrequenz um 35 MHz und eine Filterbandbreite von etwa 5 MHz.

### Zwischenfrequenz-Verstärker
Der ZF-Verstärker verstärkt das Signal und begrenzt dessen Amplitude bei Frequenzmodulation. Die Begrenzung bei FM kann durch zwei antiparallele Dioden erfolgen und ist notwendig, da Amplitudenänderungen, hervorgerufen durch Störungen auf dem Übertragungsweg, die Empfangsqualität verschlechtern können. Amplitudenänderungen übertragen bei FM – im Gegensatz zur Amplitudenmodulation – keine Informationen und können deshalb entfernt werden. Aus diesem Grund benötigen ZF-Verstärker für FM auch keine Regelung.
Die Verstärkung der einzelnen Stufen in AM- oder SSB-ZF-Verstärkern muss dagegen regelbar sein, um einen großen Dynamikumfang verarbeiten zu können. Andernfalls würden sich die Empfangslautstärken von schwachen und sehr starken Signalen zu stark unterscheiden.
Speziell in der Röhren- und diskreten Transistortechnik war die ZF-Selektion nicht als kompakte Einheit vor dem ZF-Verstärker angeordnet. Stattdessen dienten Bandfilter, also meist zwei magnetisch gekoppelte Schwingkreise, zum Auskoppeln des Signals aus Mischer- oder Verstärkerausgang und Leistungsanpassung an den folgenden Verstärkereingang.
Es sind einige Empfänger auf dem Markt, die eine der ZF-Stufen (meist die niederfrequenteste) durch Digitaltechnik ergänzen oder ganz ersetzen. Die analogen Signale, die der ZF-Stufe zugeführt werden, werden dafür in Echtzeit in digitale Signale umgewandelt (siehe Analog-Digital-Umsetzer) und dann von einem Signalprozessor weiterverarbeitet. Das hat den Vorteil, dass viele in Hardware nur schwer oder überhaupt nicht verwirklichbare Funktionen in Software realisiert werden können. Dazu gehören unter anderem hochwertige, in der Bandbreite variable ZF-Filter oder Kerbfilter (engl. notch filter) die automatisch der Störfrequenz folgen, um nur einige Anwendungen zu nennen.

### Demodulator
Der Demodulator trennt den Nachrichteninhalt von der hochfrequenten Trägerfrequenz. Die Demodulatorschaltungen unterscheiden sich abhängig von der Betriebsart:
- Das Nutzsignal amplitudenmodulierter Sendungen wird mit einem Hüllkurvendemodulator wiedergewonnen. Das ist im Prinzip eine Diode mit nachfolgendem RC-Glied als Tiefpass. Bei Betriebsarten mit unterdrücktem Träger, wie SSB, muss die fehlende Trägerfrequenz in einem Mischer – zum Beispiel einem Ringmodulator – dazugemischt werden. Diese wird im Empfänger von einem BFO (Beat Frequency Oszillator) erzeugt. In beiden Fällen werden die Steuersignale für die automatische Verstärkungsregelung (AGC) im Demodulator aus der demodulierten Spannung gewonnen.

- Frequenzmodulierte Signale werden meist durch Vergleich der Phasenlage des Signals mit der Phasenlage eines lose gekoppelten Resonators demoduliert. Dieser Resonator kann ein Schwingkreis sein (Verhältnisdiskriminator oder Ratiodetektor), ein Keramikresonator oder auch eine PLL-Schaltung. Stimmen Resonanzfrequenz und Nutzsignal-Frequenz überein, ergeben sich 90° Phasenverschiebung. Ist die Nutzsignal-Frequenz kleiner, sinkt der Phasenwinkel, bei höherer Nutzfrequenz steigt er. Als Nebenprodukt wird auch die Spannung für die automatische Frequenzregelung (AFC) erzeugt.

- Die zahlreichen Sonderformen von Pulsmodulation und insbesondere die Frequenzspreizung erfordern jeweils speziell angepasste Demodulatoren, die sich nur durch Digitale Signalverarbeitung realisieren lassen.

### NF-Verstärker

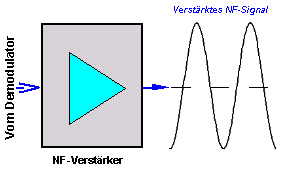
Signalverstärkung durch NF-Verstärker

Der NF-Verstärker hebt die demodulierten Signale wieder so weit an, dass damit ein Lautsprecher, Kopfhörer oder externer Verstärker (Hifi-Komponente) angesteuert werden kann. (Anmerkung: Traditionellerweise war bei einem Radio der Anschluss für den Verstärker an der Demodulatordiode angeschlossen; daher die Namen „Dioden-Stecker“, „-Kabel“ oder „-Buchse“ für die entsprechenden Anschluss-Komponenten.) Der NF-Verstärker kann die Klangeigenschaften beeinflussen, wie beispielsweise das Anheben oder Absenken der Höhen und Tiefen.

### Automatische Verstärkungsregelung
Die automatische Verstärkungsregelung, im deutschen mit AVR abgekürzt (engl. automatic gain control, AGC), gleicht Schwankungen der Empfangsfeldstärke aus.
Dazu wird die Regelspannung, die aus dem Demodulator gewonnen wird, den HF-/ZF-Stufen (Rückwärtsregelung) oder dem NF-Verstärker (Vorwärtsregelung) zugeführt. Dort wird dann die Verstärkung der Stufe entsprechend erhöht oder verringert.
Dadurch ist es möglich, schwache und starke Sender in gleicher Lautstärke wiederzugeben oder den Schwund beim Kurzwellenempfang auszugleichen.

### Automatische Frequenzregelung
Die automatische Frequenzregelung, im deutschen mit AFR abgekürzt (engl. automatic frequency control, AFC), gleicht Schwankungen der Empfangsfrequenz aus.

### Betrachtung der bisher besprochenen Stufen an einem Schaltplan
Der im Bild dargestellte UKW-Tuner besitzt einen regelbaren HF-Verstärker (gelb), eine multiplikative Mischstufe (grün) und einen VCO (rot). Der Tuner ist mit Dual-Gate-FETs ausgestattet, die sich durch hohen Eingangswiderstand und geringes Eigenrauschen auszeichnen. Hauptvorteil gegenüber anderen Bauarten ist, dass in diesen Bauelementen jeweils zwei Transistoren in Form einer Kaskodeschaltung vorliegen, weshalb die kapazitive Rückwirkung vom Ausgang (Drain) zum Gate 1 so gering ist, dass der Verstärker auch ohne Neutralisation stabil arbeitet.

Schaltplan eines UKW-Tuners.
Anschlüsse:
1: Regelspannung zur Änderung der Verstärkung der HF-Vorstufe.
2: unsymmetrischer Antennenanschluss, 75 Ohm
3: Masse
4: Abstimmspannung zum Sendersuchlauf
5 und 6: Ausgang zum ZF-Verstärker
7: Vorspannung der Kapazitätsdiode
8: AFC vom FM-Demodulator

#### HF-Verstärker/Vorselektion
Um möglichst viel Empfangsenergie vom 75-Ohm-Koaxialkabel auf den ersten Schwingkreis zu übertragen, wird die Antennenimpedanz über den Transformator L1/L2 an die HF-Verstärkerstufe angekoppelt. L2, C2, C3, D1, D2 bilden den ersten Vorkreis (Parallelschwingkreis), dessen Frequenz über die Kapazitätsdioden D1, D2 abgestimmt werden kann. Die notwendige Abstimmspannung kommt über den Vorwiderstand R8. C3 dient zum Abgleich des ersten Vorkreises (ist für den Hersteller oder Servicetechniker gedacht).
Die vorselektierte Eingangsfrequenz gelangt über C4 an das Gate 1 (G1) von Q1, der die Eingangsfrequenz verstärkt. Seine Verstärkung kann über das Gate 2 (G2) geändert werden. C7 sorgt dafür, dass an G2 wechselspannungsmäßg „geerdet“ (also mit Nullpotential verbunden) ist, weil nur so die interne Abschirmung zwischen Ein- und Ausgang gesichert ist. Die verstärkte Eingangsfrequenz wird induktiv auf den nächsten Vorkreis übertragen, der mit C9, C10, D3, D4 einen weiteren Parallelschwingkreis bildet und durch D3, D4 abgestimmt werden kann.

#### Mischer und erstes ZF-Filter
Die Eingangsfrequenz gelangt über eine Anzapfung (induktiver Spannungsteiler) von L4 über C11 an G1 von Q2. Da der Leitwert des oberen Transistors der Kaskodeschaltung Q2 durch die Oszillatorspannung geändert werden kann, erfolgt eine Mischung, bei der auch die Zwischenfrequenz – meist 10,7 MHz – entsteht. Diese wird vom ersten ZF-Bandpass gefiltert und über die Anschlüsse 5 und 6 zum folgenden Zwischenfrequenzverstärker weitergeleitet.

#### Abstimmoszillator (VCO)
Der Transistor Q3 des Oszillators arbeitet in Basisschaltung. Die Betriebsspannung gelangt über R25, L5, R23 an den Kollektor des Transistors. C26, C25 dienen zur Abblockung der Betriebsspannung und sind für den Oszillatorkreis L5, C24, D6, D7 nicht frequenzbestimmend, da sie bei dieser Frequenz nur einen Kurzschluss darstellen (C26 = C25 = 560 pF). C22 bewirkt eine Positive Rückkopplung, damit der Oszillator schwingt. Zusammen mit C20 wird die Phasenbedingung von 0° bei dieser Oszillatorschaltung erfüllt.
R26, R21 und D5 bilden den Basisspannungsteiler, wobei D5 der Temperaturkompensation dient. Das ist nötig, damit sich die Oszillatorfrequenz bei Temperaturschwankungen nur wenig ändert.
C19 beseitigt HF-Störungen auf der Betriebsspannung. Das Gleiche gilt für C16, C17 bei der Abstimmspannung.
Der Eingang AFC führt zu einer Kapazitätsdiode, welche die Oszillatorfrequenz um einige Kilohertz so verändern kann, dass die Zwischenfrequenz 10,7 MHz eingehalten wird. Nur dann erzeugen die Bandpässe die geringsten Verzerrungen des Modulationsinhaltes.

## Die Abstimmung
Wie bei der Erklärung des Abstimmoszillators schon erwähnt, lässt sich dessen Frequenz vom Anwender einstellen. Mögliche Empfangsfrequenzen liegen immer um den Betrag der ZF-Frequenz {\displaystyle f_{\mathrm {ZF} }} höher oder tiefer als die Frequenz des Abstimmoszillators {\displaystyle f_{\mathrm {Osz} }}:
- bei Aufwärtsmischung: {\displaystyle f_{\mathrm {E} }=f_{\mathrm {Osz} }-f_{\mathrm {ZF} }}
- bei Abwärtsmischung: {\displaystyle f_{\mathrm {E} }=f_{\mathrm {Osz} }+f_{\mathrm {ZF} }}

Eine davon ist erwünscht, die andere wird als Spiegelfrequenz bezeichnet und muss durch Bandfilter vor der Mischstufe oder durch das IQ-Verfahren unterdrückt werden.
Wenn bei {\displaystyle f_{\mathrm {ZF} }=455\,\mathrm {kHz} } beispielsweise eine Station aus dem Frequenzbereich {\displaystyle f_{\mathrm {E} }} von 800 bis 1200 kHz gewünscht wird, kann man {\displaystyle f_{\mathrm {Osz} }} auf 1455 kHz einstellen. Dann sind am Ausgang des Mischers diese Frequenzen und deren Summen und Differenzen vorhanden. Der ZF-Filter lässt aber nur 455 kHz durch. Die einzige Frequenz aus dem Bereich von {\displaystyle f_{\mathrm {E} }}, die diese Bedingung erfüllen kann, ist die Empfangsfrequenz 1000 kHz. Eine Addition der Eingangsfrequenz mit der Abstimmfrequenz ist immer ≥2255 kHz; es bleibt also nur die Differenz:
{\displaystyle |f_{\mathrm {E} }-f_{\mathrm {Osz} }|=|1000\,\mathrm {kHz} -1455\,\mathrm {kHz} |=455\,\mathrm {kHz} .}
In der Praxis lässt man nicht nur diese einzelne Frequenz das Filter passieren, da auf diese Weise die Seitenbänder, die die Modulation enthalten, abgeschnitten werden. Man wählt eine geeignete Bandbreite des ZF-Filters von zum Beispiel 10 kHz (was dann die nutzbare Bandbreite des Audio-Nutzsignals ergibt), um alle Frequenzen zwischen etwa 450 und 460 kHz durchzulassen. Das entspricht dem Gesamtsignal eines amplitudenmodulierten Mittelwellensenders, der einen Bereich zwischen 995 und 1005 kHz belegt.
Beim obigen Beispiel wurde als {\displaystyle f_{\mathrm {E} }} nur 800 bis 1200 kHz zugelassen. Entfernt man diese Vorselektion, so zeigt sich ein Nachteil des Superhet und die Notwendigkeit, im HF-Vorverstärker (bzw. vor dem Mischer) die Empfangsbandbreite mittels Filter zu beschränken.

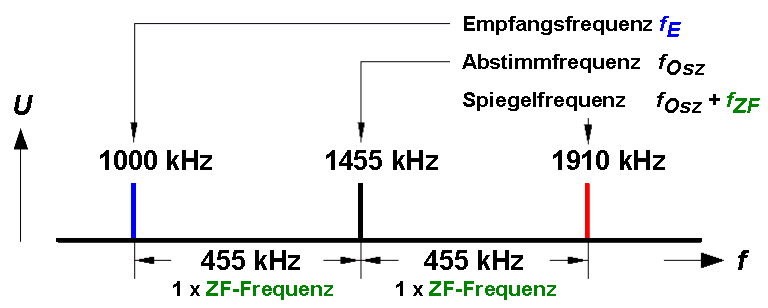
Lage der Spiegelfrequenz

Könnten noch höhere Empfangsfrequenzen an den Mischer gelangen, dann gäbe es noch eine Differenzfrequenz aus {\displaystyle f_{\mathrm {E} }} und {\displaystyle f_{\mathrm {Osz} }}, die 455 kHz ergibt:
{\displaystyle |f_{\mathrm {E} }-f_{\mathrm {Osz} }|=|1910~{\text{kHz}}-1455~{\text{kHz}}|=455~{\text{kHz}}}.
Zusätzlich zu der gewünschten Empfangsfrequenz {\displaystyle f_{\mathrm {E} }} von 1000 kHz würde auch noch die Frequenz 1910 kHz auf die ZF heruntergemischt, in den ZF-Verstärker gelangen und demoduliert. Diese zweite, ungewollte Empfangsfrequenz nennt man Spiegelfrequenz. Sie ist mit dem Abstand der ZF-Frequenz bezüglich Abstimmfrequenz gespiegelt.
Bei Empfängern mit ungenügender Spiegelfrequenzunterdrückung wird jeder Sender zweimal empfangen (falls die Frequenz des Abstimmoszillators weit genug geändert werden kann): Einmal auf der eigentlichen Sendefrequenz {\displaystyle f_{\mathrm {E} }} und ein zweites Mal als Spiegelfrequenz dieses Senders auf der Frequenz {\displaystyle f_{\mathrm {E} }+2\cdot f_{\mathrm {ZF} }}. Das ist zwar unschön, oft aber nicht weiter störend. Problematisch wird der Spiegelfrequenzempfang dann, wenn die Empfangsfrequenz und die Spiegelfrequenz von einem Sender belegt ist, was bei hoher Bandbelegung sehr häufig vorkommt. Dann werden beide Sender gleichzeitig demoduliert und es kommt zu hörbaren Störungen.

## Vor- und Nachteile
Vorteile:
- Der Superhet ist die beste Art, sehr hohe Empfangsfrequenzen, wie sie etwa beim UKW- oder Satellitenempfang auftreten, stabil zu verarbeiten. Ein Geradeausempfänger ist dafür ungeeignet, weil er zu geringe Verstärkung und zu große Bandbreite hat. Ein Direktmischempfänger ist wegen seines hohen 1/f-Rauschens zu unempfindlich.
- Frequenzmodulation lässt sich nur dann gut demodulieren, wenn das Verhältnis von Frequenzhub/Frequenz möglichst groß ist. Deshalb wird die Schaltung durch eine Frequenzreduzierung ganz erheblich vereinfacht.
- Das ZF-Filter ist auf eine feste Frequenz eingestellt, die meist niedriger als die Empfangsfrequenz ist. Deshalb ist es einfacher, das Filter mit höherem Gütefaktor auszulegen.
- Der ZF-Verstärker kann auf tiefen Frequenzen elektrisch stabiler aufgebaut werden als auf höheren Frequenzen. Eine hohe Gesamtverstärkung lässt sich ohne Rückkoppelgefahr und mit wenigen Verstärkerstufen erzielen, da die Verstärkung des Signals auf unterschiedlichen Frequenzen erfolgt.
- Diese hohe Gesamtverstärkung wird gezielt so reduziert (automatische Verstärkungsregelung), dass am Ausgang annähernd gleiche Signalstärke gemessen wird, auch wenn sich die Antennenspannung um einige Größenordnungen ändert. Siehe auch Schwundausgleich.
- Ein Filter, das direkt auf der Empfangsfrequenz arbeitet, muss abstimmbar (in der Frequenz veränderbar) sein, damit verschiedene Frequenzen (Sender) empfangen werden können. Hochwertige schmalbandige, abstimmbare Filter sind bei hohen Frequenzen schwer zu realisieren, sie verändern zudem ihre Bandbreite mit der Empfangsfrequenz.
- Ein Filter fester, niedriger Frequenz erhöht die produktionstechnische Reproduzierbarkeit des Empfängers ganz entscheidend gegenüber anderen Konzepten wie dem Geradeausempfänger oder dem Audion. Für einen Großteil der aufwändigen Abgleicharbeiten, die bei einem Mehrkreisaudion erforderlich sind, genügt beim Superhet eine einmalige Einstellung bei der Herstellung.
- Wenn Akustische-Oberflächenwellen-Filter (in antiken Geräten: mehrere Bandfilter) verwendet werden, wird eine nahezu rechteckförmige Durchlasskurve erzielt, die eine hohe Trennschärfe durch hohe Flankensteilheit gestattet, ohne dabei die hohen Frequenzen zu beschneiden.
- Die Oszillatorfrequenz lässt sich - im Gegensatz zum Geradeausempfänger - beispielsweise mit PLL digital einstellen und stabilisieren. Damit kann die Empfangsfrequenz auch ferngesteuert werden.
- Letztlich sei noch die einfache Bedienbarkeit („Einknopfbedienung“) erwähnt, die das Überlagerungsprinzip mit sich bringt.

Nachteile:
- Durch das Überlagerungsprinzip entsteht eine Nebenempfangsstelle (Spiegelfrequenz), die entweder durch erhöhten Filteraufwand vor dem Mischer oder mit speziellen Schaltungen wie der Phasenmethode (IQ-Verfahren) unterdrückt werden kann.
- Bei Verwendung eines zu einfachen Mischers kann es zu unerwünschten Nebenprodukten und zu „Pfeifstellen“ wegen Intermodulation kommen.
- Das Grundrauschen des Empfängers wird durch den zusätzlichen Abstimmoszillator und den Mischer gegenüber einem Geradeausempfänger erhöht. Bei sehr hohen Frequenzen oberhalb etwa 5 GHz ist das Phasenrauschen des Oszillators so hoch, dass die Empfindlichkeit eines Überlagerungsempfängers merklich reduziert ist. Mit trickreichen Schaltungen lässt sich in Sonderfällen diese Frequenzgrenze bis etwa 50 GHz dehnen.
- Bei optischen Frequenzen (1014 Hz) kann kein Überlagerungsempfänger mehr gebaut werden, weil kein bekannter Oszillator (Laser) über die notwendige Frequenzgenauigkeit und -konstanz verfügt. In diesem Bereich werden notgedrungen unempfindliche Direktmischempfänger eingesetzt.
- Teile des Lokaloszillatorsignals werden über die Empfangsantenne ausgestrahlt und erlauben so die Ortung der Empfangsanlage durch andere Empfänger mit Richtantenne, sofern die Frequenz bekannt ist. Für die zivile Anwendung ist dieser Nachteil jedoch weitestgehend unerheblich. Allerdings kann es im Extremfall auch zu Störungen anderer Empfänger führen.[6]

## Schaltungsvarianten
Einfachüberlagerung hat bei hohen Frequenzen den Nachteil, dass bei tiefer Zwischenfrequenz (455 kHz) die Spiegelfrequenz kaum von der gewünschten Empfangsfrequenz getrennt werden kann. Wählt man eine hohe Zwischenfrequenz (10,7 MHz), steigt auch die Bandbreite der ZF-Filter stark an. Deshalb und als Antwort auf spezielle Anforderungen sind Varianten des Überlagerungsempfängers entwickelt worden.

### Doppel- und Mehrfachüberlagerungsempfänger
Beim Einfachsuperhet ist die gewählte Zwischenfrequenz immer ein Kompromiss. Einerseits soll sie möglichst niedrig sein, denn für niedrige Frequenzen lässt sich das ZF-Filter steilflankig und mit hohem Gütefaktor aufbauen. Andererseits verschärft eine niedrige ZF das Problem der Spiegelfrequenz. Je niedriger die ZF-Frequenz ist, umso geringer ist der Abstand der Empfangsfrequenz {\displaystyle f_{\mathrm {E} }} von einem Signal auf der Spiegelfrequenz (Abstand = {\displaystyle 2\cdot f_{\mathrm {ZF} }}).
Eine niedrige ZF erfordert deshalb eine schmalbandige Vorselektion, um die Spiegelfrequenz wirksam zu unterdrücken. Das wird immer schwieriger, je höher die Empfangsfrequenzen liegen, da dafür der Filter in der Vorselektion bei gleicher Bandbreite eine höhere Güte haben muss.

Bild 1: Blockschaltbild eines Amateurfunk-Receivers (Allmode-Receiver/Doppelsuper) mit SSB und Schmalband-FM (NFM)

Um dieses Problem zu umgehen, arbeitet der Doppelsuper mit zwei Zwischenfrequenzen.
In Kurzwellen- und Amateurfunk-Receivern wird oftmals die 1. ZF im Bereich von 40 bis 70 MHz gewählt und als zweite ZF 455 kHz oder niedriger genutzt. Der Abstimmoszillator (VCO in Bild 1) schwingt hier um die 1. ZF-Mittenfrequenz höher als {\displaystyle f_{\mathrm {E} }}.
Durch die hohe erste ZF sind die Spiegelfrequenzen sehr weit von der empfangenen Nutzfrequenz entfernt im Bereich 40…100 MHz. Damit reichte als Vorselektion in der HF-Vorstufe im Prinzip ein 30-MHz-Tiefpass. Zumeist haben diese Empfänger aber mehrere umschaltbare Bandpässe, um möglichst viele starke Sender, z. B. im Mittel- oder niedrigen Kurzwellenbereich, auszublenden.
Auf dieser hohen ersten ZF sind Quarzfilter teuer und haben nur begrenzte Selektion. Deshalb verwendet man für alle Betriebsarten das gleiche Filter (Roofing-Filter) mit typisch 12 kHz Nutzbandbreite und setzt mit einem zweiten Oszillatorsignal (Quarzoszillator in Bild 1) auf eine wesentlich niedrigere 2. Zwischenfrequenz um. Die weitere Selektion kann dann, wie bei einem Einfachsuper, auf z. B. 455 kHz verwirklicht werden. Das Roofing-Filter engt das Frequenzfenster, das die weiteren Stufen verarbeiten müssen, stark ein und hält so sehr viele starke Fremdsignale fern. Schwachpunkt: Liegt ein unerwünschter Sender nah genug an {\displaystyle f_{\mathrm {E} }}, dass sein Signal zwar vom breiten Quarzfilter durchgelassen wird, nicht aber vom schmäleren Filter der 2. ZF, kann der zweite Mischer übersteuert werden.
Eine mittlerweile beliebte Variante ist, eine noch deutlich niedrigere 2. (oder 3.) ZF-Frequenz zu benutzen, dieses ZF-Signal mit einem Analog-Digital-Umsetzer zu digitalisieren und digital weiter zu verarbeiten – einschließlich Demodulation.

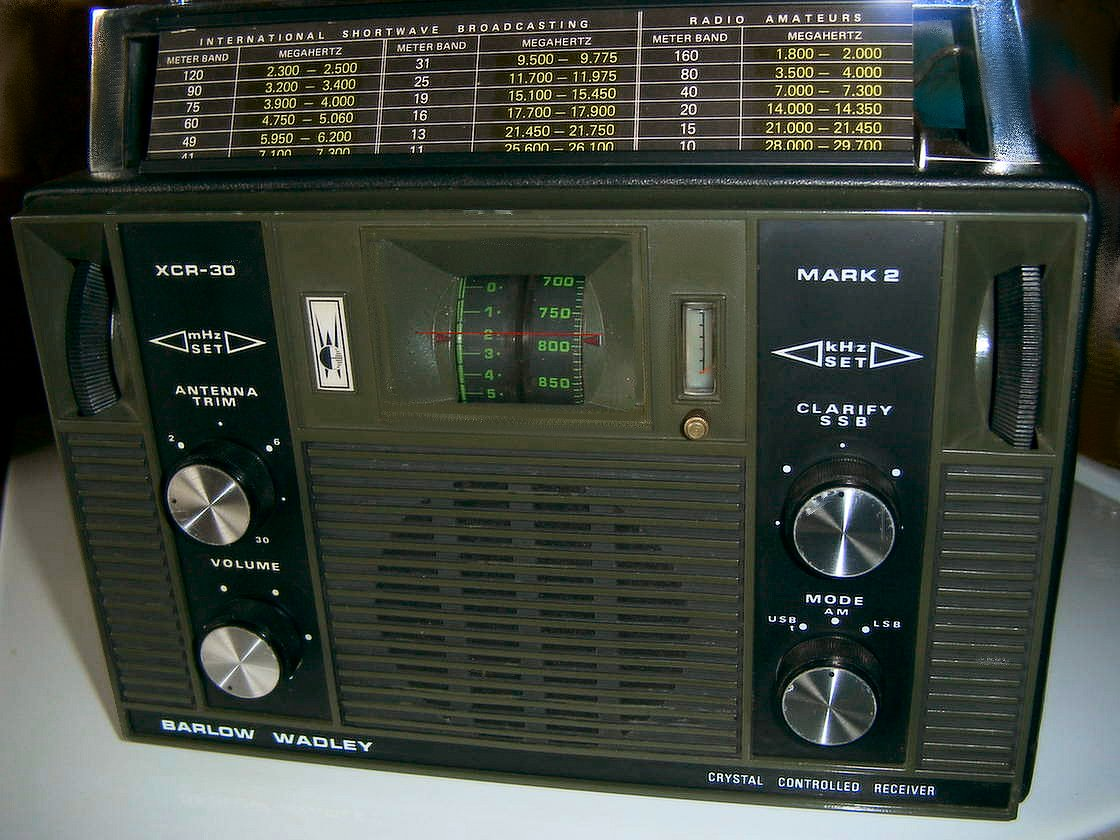
Dreifachsuper Barlow Wadley XCR-30

Es ist möglich, mehr als einen Oszillator abstimmbar zu machen. Dieses Prinzip wird zum Beispiel beim Kurzwellenempfänger Barlow Wadley XCR-30 angewandt. Bei diesem Empfänger wird das gewünschte Eingangssignal mit einem einstellbaren Oszillator in den ersten ZF-Bereich von 44,5–45,5 MHz hochgemischt. Dieser erste Oszillator dient der Auswahl des MHz-Bereichs. Die erste ZF wird dann mit einem Oszillatorsignal von konstanten 42,5 MHz in den zweiten ZF-Bereich zwischen 2 und 3 MHz gemischt. Aus der zweiten ZF wird anschließend mit einer normalen Einfachsuperhetschaltung die gewünschte Empfangsfrequenz im Kilohertzbereich eingestellt und auf die dritte ZF von 455 kHz heruntergemischt. Dieses Prinzip erfordert zwei Abstimmvorgänge: Die Auswahl des MHz-Frequenzbereichs mit dem ersten Abstimmrad (MHz SET) und anschließend die Auswahl der Empfangsfrequenz innerhalb dieses MHz-Abschnitts mit einem zweiten Abstimmrad (kHz SET).
Die Vorteile dieser Schaltung sind eine für einen analogen Empfänger gute Ablese- und Wiederholgenauigkeit und eine recht hohe Spiegelfrequenzunterdrückung. Das funktioniert ohne PLL, also ohne die damit einhergehenden potenziellen hochfrequenten Störquellen, leidet aber unter schlechtem Großsignalverhalten. Da die Selektion erst in der fünften Stufe erfolgt, können die vorhergehenden Stufen durch benachbarte Sender übersteuert sein, ohne dass man diese Sender hören kann.

### Konverter, Frequenzumsetzer
Konverter oder Frequenzumsetzer sind Vorschaltgeräte, die einen Frequenzbereich auf einen anderen umsetzen (konvertieren). Sie werden meist benutzt, um vorhandenen Geräten neue Frequenzbereiche zu „erschließen“. Dazu wird der zu empfangende Frequenzbereich im ersten Mischer mit einer konstanten Frequenz gemischt und so ein ganzes Frequenzband in einen anderen Frequenzbereich verlegt. Innerhalb dieses Frequenzbereichs wird dann mit einem Einfach- oder Mehrfachsuper auf den gewünschten Sender abgestimmt.
Ein Beispiel ist der LNB in der Satellitentechnik. Dieser reduziert die Empfangsfrequenz von etwa 10,7–12,7 GHz auf etwa 1–2 GHz und schickt diese erste Zwischenfrequenz über ein längeres Kabel zum Satellitenreceiver. Hier ist der erste ZF-Filter aber kein Festfrequenzfilter wie bei einem herkömmlichen Empfänger, sondern der Satelliten-Receiver ist seinerseits ein Superhet, der den vom LNB kommenden Frequenzbereich (meist 950 bis 2150 MHz) auf 480 MHz umsetzt. 
Einsatz finden Frequenzkonverter noch beim Umsetzen des 70-cm-Amateurfunkbandes ins 2-m-Amateurfunkband (historisch)  und beim Umsetzen von UHF-Sendern ins VHF-Band (historisch). Für ältere TV-Geräte gibt es Konverter, die den Frequenzbereich der Kabel-Sonderkanäle in den UHF-Bereich umsetzen und für Autoradios gab es Konverter, welche Teile der KW-Bänder in den MW-Bereich verlegten.

### Messempfänger
Ein Messempfänger dient – ähnlich einem Spektrumanalysator – der Ermittlung des Betragsspektrums eines elektromagnetischen Signals. Das verwendete Prinzip ist dem eines Spektrumanalysators nicht unähnlich. Die Demodulation erfolgt hier mit den Detektoren, mit denen die Signalpegel bewertet werden. Allerdings erfolgt vor der Mischung des Signals zusätzlich eine Vorselektion des HF-Signals. Ein Messempfänger „fegt“ (engl. sweep) nicht wie der Analysator kontinuierlich über einen Frequenzbereich (engl. span), sondern es werden diskrete Frequenzen ausgewählt, bei denen der Pegel zu messen ist.
Als Pendant zum „frequenz sweep“ des Analysators verfügen moderne Messempfänger über einen „frequency scan“ (der allerdings auch oft „sweep“ genannt wird). Hier wird in einem bestimmten Frequenzbereich an einer Frequenz eine definierte Zeit lang gemessen, bevor das Gerät einen automatischen Schritt (engl. step) zur nächsten Messfrequenz ausführt und erneut misst. Die Schrittweite ist dabei abhängig von der jeweiligen Auflösebandbreite, welche wiederum in Normen vorgeschrieben ist. Die Messzeit oder Verweildauer ist je nach zu messendem Signal zu wählen. Bei schmalbandigen Signalen kann die Zeit vergleichsweise klein gewählt werden, bei periodisch auftretenden transienten (Stör-)Signalen hingegen muss die Messzeit der Wiederholfrequenz angepasst werden.
Bei modernen Messempfängern sind die ZF-Filterung, sowie die Detektoren, teilweise oder vollständig digital realisiert. Anforderungen an Messempfänger und deren Detektoren sind international in der CISPR 16-1-1 festgelegt.
Es entstehen heute immer mehr Verfahren, welche mit Hilfe der schnellen Fouriertransformation (engl. Fast Fourier Transformation, FFT) die Funktion und Genauigkeit eines Messempfängers nachempfinden. Hauptsächlich will man damit lange Messzeiten verkürzen, wie sie bei Messungen für die elektromagnetische Verträglichkeit notwendig sind. Messungen dieser Art werden in Fachkreisen Zeitbereich-Messungen oder Zeitbereichsmethoden (engl. Time-Domain-Measurement) genannt. Insbesondere in Deutschland wurde in den vergangenen Jahren viel Forschung betrieben, und es entstanden Lösungen, sowohl in kommerziellen Messempfängern implementiert, als auch aus einzelnen Komponenten (Messempfänger, Digitaloszilloskop, PC) zum Eigenbau.

## Begriffe
EindeutigkeitEin Eingangssignal muss eindeutig mit der Skala oder Frequenzanzeige übereinstimmen. Im anderen Fall spricht man von Mehrdeutigkeit.
EmpfindlichkeitDie Empfindlichkeit eines Empfängers gibt an, um wie viel stärker ein Nutzsignal (eine Radiosendung oder ähnliches) gegenüber dem Rauschen sein muss, damit der Empfang dieses Nutzsignals noch möglich ist. Das Eingangssignal soll trotz des Rauschens der Empfängerstufen und des über die Antenne zugeführten Außenrauschens noch gut aufzunehmen sein – egal in welcher Betriebsart.
FeinabstimmungUnabhängig von der Sendeart (WFM - UKW-Radio, SSB, CW etc.) muss eine gute Abstimmung bei gleich bleibender Selektivität gegeben sein.
Kompression, ÜbersteuerungsfestigkeitAnalog zur Empfindlichkeit stellt sie die obere Grenze des Aussteuerbereichs dar. Sie wird angegeben durch den 1-dB-Kompressionspunkt.
Kreuzmodulation, ZustopfeffektWird die Information/Modulation eines starken Nachbarsenders durch den empfangenen Sender übernommen, so spricht man von Kreuzmodulation. Bei getasteten HF-Trägern spricht man im selben Fall vom Zustopfeffekt.
SelektivitätDie Selektivität oder Trennschärfe bezeichnet die Fähigkeit des Empfängers, aus mehreren, dicht in der Frequenz beieinanderliegenden Sendern den gewünschten herauszufiltern.
SpiegelfrequenzunterdrückungDer Wert der Spiegelfrequenzunterdrückung gibt an, wie gut Spiegelfrequenzen gedämpft werden, die Angabe ist in Dezibel, höhere Werte sind besser.
StabilitätDas Nutzsignal soll immer gut empfangbar sein, unabhängig von thermischen und/oder elektrischen Einflüssen.
ÜberlagerungDie Addition zweier Schwingungen nennt man Überlagerung. Für den Überlagerungsempfänger ist der Begriff also eigentlich nicht richtig, da hier eine Mischung (also eine Multiplikation) stattfindet. Gemeint ist allerdings die Addition des Betrags in Dezibel, was gleichbedeutend mit einer Multiplikation ist.

## Mathematischer Anhang
Das Zustandekommen der beiden Seitenbänder beim Mischen (Idealer Mischer; Multiplizierer) lässt sich mathematisch so erklären:
Das Eingangssignal sei
{\displaystyle s_{e}(t)=a(t)\,\cos(2\pi f_{\mathrm {e} }\cdot t)},
das Signal des idealen Abstimmoszillators sei
{\displaystyle s_{\mathrm {Osz} }(t)=2\,\cos(2\pi f_{\mathrm {Osz} }\cdot t)}.
Das Ausgangssignal des Multiplizierers ist somit
{\displaystyle s_{\mathrm {Mischer} }(t)=s_{e}(t)\cdot s_{\mathrm {Osz} }(t)=2a(t)\,\cos(2\pi f_{\mathrm {e} }\cdot t)\,\cos(2\pi f_{\mathrm {Osz} }\cdot t)}.
Durch Anwendung der Additionstheoreme ergibt sich
{\displaystyle s_{\mathrm {Mischer} }(t)=a(t)\,\cos(2\pi (f_{\mathrm {Osz} }+f_{\mathrm {e} })\cdot t)+a(t)\,\cos(2\pi (f_{\mathrm {Osz} }-f_{\mathrm {e} })\cdot t)}.
Dabei entspricht der Teil
{\displaystyle a(t)\,\cos(2\pi (f_{\mathrm {Osz} }+f_{\mathrm {e} })\cdot t)} dem oberen Seitenband ({\displaystyle f_{\mathrm {Sum} }})
und
{\displaystyle a(t)\,\cos(2\pi (f_{\mathrm {Osz} }-f_{\mathrm {e} })\cdot t)} dem unteren Seitenband ({\displaystyle f_{\mathrm {Dif} }}).

## Sonstiges
Blockschaltbild eines handelsüblichen Stereo-Empfängers (Receiver) mit VCO, PLL und Mikrocomputersteuerung:

Stereo-Empfänger

Ansicht auf die Leiterplatte eines Überlagerungsempfängers:

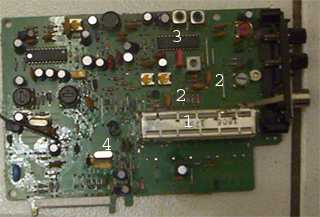
Tuner aus HK AVR 41

Der UKW-Tuner (1) enthält die HF-Stufen, den Oszillator (VCO) und die Mischstufe. Dabei werden die HF-Stufen und der Oszillator über Kapazitätsdioden abgestimmt. Der Tuner besitzt unter anderem einen Eingang für die Abstimmspannung, sowie einen Ausgang für die Oszillatorfrequenz (für PLL). Unter (2) sind die drei 10,7-MHz-Keramikfilter für die ZF zu sehen. Die ZF wird dem IC (3) zugeführt, welcher unter anderem den FM-Demodulator enthält.
Der oft verwendete 7,1-MHz-Quarz unter (4) ist für die Referenzfrequenz der PLL zuständig. Der PLL-IC (meist ein LM 7000, LM 7001) ist ein SMD-Bauteil auf der Rückseite der Leiterplatte und nicht zu sehen.
Eine Anwendung des Heterodynprinzips im Infraroten wurde mit dem Infrared Spatial Interferometer verwirklicht, bei dem die aufgefangene Strahlung mit der aus Infrarotlasern gemischt und dadurch zu HF umgesetzt wird.
Generell kommt das Heterondyn-Detektionsprinzip in optischen Anordnungen zur Anwendung, z. B. indem sehr schmalbandig monochromatische Laserstrahlung durch akusto-optische Modulatoren (= lokaler Oszillator) moduliert werden und so geringfügig nach oben und unten verschobene Lichtfrequenzen erzeugt werden, die sich anschließend durch Interferenzfilter oder Fabry-Perot-Etalons gut von der Ausgangsfrequenz trennen lassen.